# حكم الشركة في رودسيا
في العام 1899 منحت الملكة فيكتوريا، عاهلة المملكة المتحدة، الامتياز الملكي لإدارة شركة جنوب إفريقيا البريطانية في البلد التي أصبحت تُعرف لاحقًا باسم رودسيا، وسيّرت الشركة قافلة الرواد نحو شمال شرق ماشونالاند في العام 1890. انطلاقًا من الحرية الممنوحة للشركة بموجب الامتياز الملكي للاستيلاء على المنطقة الواقعة شمالي ترانسفال في جنوب أفريقيا لحُكمها وتنميتها، حشدت الشركة، برئاسة سيسل رودس، قواتها المسلحة الخاصة، وبسطت سيطرتها على مساحات شاسعة من الأراضي من خلال المعاهدات، والامتيازات، وبعض العمليات العسكرية من حين لآخر، كان من أبرزها هزيمة جيش الماتابيلي في حربيّ ماتابيلي الأولى والثانية في تسعينيات القرن التاسع عشر. مع بداية القرن العشرين، كانت شركة رودس تستحوذ على بلد غير ساحلي مترامي الأطراف، يقطعه نهر زمبيزي إلى قسمين. في العام 1895، أطلقت الشركة على تلك الأرض اسم رودسيا رسميًا، واستمرت في إدارتها حتى بواكير العقد الثاني من القرن العشرين.
أُطلق على المنطقة الواقعة جنوبي نهر زمبيزي اسم رودسيا الجنوبية، في حين أصبحت الأراضي الواقعة في الشمال، رودسيا الشمالية الغربية ورودسيا الشمالية الشرقية، اللتان اتحدتا في العام 1911 لتشكّلا معًا رودسيا الشمالية. ضمت رودسيا الشمالية مملكة مستقلة تُدعى باروستيلاند، والتي أصبحت لاحقًا محمية بريطانية كغيرها من المناطق الواقعة في مجال النفوذ البريطاني. أُدير كل إقليم بشكل منفصل عن الآخر، مع وجود مسؤول على رأس كل هيئة تشريعية محلية. في رودسيا الجنوبية، التي اجتذبت معظم المهاجرين البيض وتطوّرت بوتيرة أسرع، تأسس مجلس تشريعي في العام 1898. تكوّن ذلك المجلس من توليفة ضمّت مسؤولين ونواب منتخبين رشحتهم الشركة، مع تفاوت نسبة كل منهم بمرور الوقت.
انطلاقًا من عدة عوامل، منها السعي لتحقيق حلم رودس بمدّ سكك حديد كيب-القاهرة، بُنيت خطوط السكة الحديدية وخطوط التلغراف بسرعة كبيرة عبر رودسيا المقفرة قبل ذلك الحين، وربطت جنوب إفريقيا بمحافظة كاتانغا الجنوبية في الكونغو البلجيكية بحلول العام 1910. في العام 1896، تأسست في رودسيا الجنوبية شرطة جنوب إفريقيا البريطانية المسؤولة عن تطبيق القانون. في العام 1911، اندمجت عدة أجهزة شرطة في منطقة شمال النهر لتأسيس شرطة رودسيا الشمالية. قاتل الروديسيون الشماليون والجنوبيون في صفوف البريطانيين خلال حرب البوير الثانية والحرب العالمية الأولى؛ إذ قاتلت نسبة تبلغ 40% تقريبًا من الرجال البيض في جنوب رودسيا في الحرب العالمية الأولى، وغالبًا على الجبهة الغربية في أوروبا. خدم الجنود السود في شرق إفريقيا ضمن كتيبة سكان رودسيا الأصليين.
مع ازدياد عدد الأعضاء المنتخبين في المجلس التشريعي، راحت السلطة في رودسيا الجنوبية تنتقل شيئًا فشيئًا من حكم الشركة الكامل إلى الإدارة الذاتية الفعلية نظرًا للعدد المتزايد من المستوطنين البيض. في استفتاء أُجري في العام 1922، اختار الروديسيون الجنوبيون حكومة مسؤولة ضمن الإمبراطورية البريطانية بدلًا من الاندماج في اتحاد جنوب إفريقيا. في العام 1923، ألغى وايتهول امتياز الشركة وفقًا للأصول، وفي أكتوبر من ذلك العام أصبحت رودسيا الجنوبية مستعمرة بريطانية تتمتع بالحكم الذاتي. وفي أبريل 1924، أصبحت رودسيا الشمالية محمية بريطانية تخضع للإدارة المباشرة.

## نبذة تاريخية

### حلم رودس
في خضم حقبة التدافع على أفريقيا خلال ثمانينيات القرن التاسع عشر، وضع رجل الأعمال والسياسي المقيم في جنوب إفريقيا سيسل رودس رؤية تتمثل في ضمّ مجموعة من الأراضي إلى الإمبراطورية البريطانية، تربط رأس الرجاء الصالح بالقاهرة –الواقعتين في أقصى جنوب أفريقيا وفي أقصى شمالها على التوالي– بالتوازي مع بناء خط سكك حديدية بينهما. جرت العادة في رسم الخرائط الجيوسياسية بأن تُحدد الأراضي البريطانية عمومًا باللون الأحمر أو الوردي، ولهذا السبب حملت رؤية رودس تسمية «الخط الأحمر من كيب إلى القاهرة». في المنطقة المتاخمة لكيب، لقي ذلك الطموح تحديًا تمثّل في وجود دول مستقلة إلى الشمال الشرقي من مستعمرة كيب البريطانية: إذ وُجدت عدة جمهوريات بوير، وفي الشمال كانت مملكة ماتابيليلاند، تحت حُكم لوبينغولا. 
بعد حصوله على تنازُل راد الذي انتزع حقوق التعدين من لبوينغولا في أكتوبر 1888، حصل رودس وشركة جنوب إفريقيا البريطانية على امتياز ملكي من الملكة فيكتوريا في أكتوبر 1889. خوّلت الشركة بموجب ذلك الامتياز للتجارة مع الحكام المحليين، وتأسيس البنوك، وامتلاك الأراضي وإدارتها، وتجنيد وإدارة قوة شرطة. ولقاء تلك الحقوق، تضطلع الشركة بحُكم وتنمية أيّما إقليم تسيطر عليه، آخذةً بعين الاعتبار القوانين التي يطبّقها الحكام الأفارقة، واحترام حركة التجارة الحرة ضمن حدودها. 

### الشمال إلى نهر زمبيزي؛ النزاع الإقليمي مع البرتغال.
في البداية تمثّل مجال هيمنة الشركة المفترض في ماتابيليلاند والمناطق المتاخمة لها والواقعة بين نهر ليمبوبو ونهر زمبيزي. في ذلك الحين، بلغ عمر مستعمرات البرتغال في أنغولا وموزمبيق، وهما منطقتان ساحليتان تقع إحداهما إلى الغرب تلك المنطقة والأخرى إلى الشرق منها، أكثر من ثلاثة قرون، ويعود تاريخ التحالف الرسمي بين لشبونة وبريطانيا إلى معاهدة وندسور من العام 1386. وبالرغم من ذلك، فقد كانت وتيرة الاستعمار البرتغالي للمنطقة وحركة تنميتها بطيئة للغاية، لدرجة أنه بحلول ثمانينيات القرن التاسع عشر، لم يشتمل مجال هيمنة البرتغال في موزمبيق سوى على عدد قليل من الموانئ والمرافئ والمزارع المتناثرة، والتي كانت تُدار جميعها من جزيرة موزمبيق، الواقعة شمال قناة موزمبيق مباشرة. في حين اختلف وضع أنغولا بعض الشيء، نظرًا لوجود مساحات هائلة من المناطق الداخلية الخاضعة للسيطرة الاسمية في الغالب لمستعمرة البرتغال المتواضعة على الساحل.
خطط رودس سرًّا لضم بعض أجزاء موزمبيق إلى نطاق نفوذ الشركة لكي يتمكن من بناء ميناء رئيسي عند مصب نهر بنجوي. خطرَ لرودس أن يؤدي ذلك الميناء دور منفذ بحري مثالي لتنفيذ خطة استيطانه المقترحة في ماشونالاند، وهي المنطقة الواقعة مباشرة شمال شرق ماتابيليلاند حيث يتمتع لوبينغولا بسلطة على العديد من زعماء ماشونا. أيقن رودس أن ادعاء البرتغاليين بأحقيتهم في موزمبيق كان من الضعف لدرجة تخوّله من اقتطاع معظم أجزائها دون إثارة غضب برتغالي يُذكر. في أواخر العام 1889 كتب رودس إلى وايتهول قائلًا: «يُعتبر الاحتلال البرتغالي، حتى على طول الساحل، في معظم الأماكن مجرد وجود شكلي»، «وما لم يُقرّ هذا الوضع باتفاقية الدولية، فأعتقد أنه قد يبقى قضية مفتوحة».
إنما خلافًا لوجهة نظر رودس، فقد كان ثمة إجماع عام في مؤتمر برلين في 1884-1885 يقرّ بوضوح سيطرة البرتغال على ساحل موزمبيق. وتوسّع البرتغاليون نحو المناطق الداخلية في أواخر ثمانينيات القرن التاسع عشر، وأنشأوا إقليم مانيكالاند في بلد ماشونا الشرقية. كما أسسوا في العام 1890 بيرا، وهو ميناء في نفس المكان الذي اقترح رودس إقامته في نهر بنجوي. وفي ذلك الوقت، أصدرت البرتغال ما عُرِف بــ«الخريطة الوردية»، يدّعون فيها أحقيتهم بالممر البري بين أنغولا وموزمبيق والذي رغب رودس نفسه بالسيطرة عليه. ردًا على ذلك، أطلقت الحكومة البريطانية إنذارًا نهائيًا حازمًا ضد المطالبات البرتغالية في يناير 1890؛ رضخت لشبونة على الفور وتركت المنطقة مفتوحة أمام حملة الشركة المتجهة شمالًا.